# 1848
Het jaar 1848 is het 48e jaar in de 19e eeuw volgens de christelijke jaartelling. Het jaar is de geschiedenis ingegaan als "Revolutiejaar 1848".

## Gebeurtenissen
januari
- 1 - Opening in Zetten (Gelderland) van het Asiel Steenbeek, een christelijk opvanghuis voor prostituees onder leiding van Pietje Voûte.
- 22 - Vier Friezen schaatsen van Huins naar Huins en doen onderweg alle elf Friese steden aan.
- 24 - De bouwvakker James W. Marshall vindt bij de bouw van Sutter's Mill in de buurt van Coloma (Californië) goud in de bedding van de American River.
- 25 - Verschijning van het Communistisch Manifest, geschreven door Karl Marx en Friedrich Engels. Het draagt op de omslag als kenspreuk: "Proletariërs aller landen, verenigt u!".
- 27 - Nederland maakt Curaçao met Aruba en Bonaire los uit de kolonie Suriname en sticht de kolonie Curaçao en Onderhorigheden.

februari
- 2 - De Vrede van Guadalupe Hidalgo wordt getekend. Er komt een eind aan de Amerikaans-Mexicaanse Oorlog en Mexico moet een groot deel van zijn grondgebied afstaan aan de Verenigde Staten.
- 3 - De Britse gouverneur van de Kaapprovincie Harry Smith roept de kolonie Oranjeriviersoevereiniteit uit in het gebied Trans-Oranje
- 17 - Groothertog Leopold II van Toscane staat een grondwet toe.
- 22 - Februarirevolutie in Parijs, ingevolge economische depressie en voortdurende sociale onrust.
- 27 - Als Karl Marx in zijn Deutsche Brüsseler Zeitung de Parijse februarirevolutie looft, vaardigt de Belgische overheid een verbod uit op de krant, arresteert Marx wegens ordeverstoring en zet hem het land uit.
- 28 - Er zijn drie kandidaatssteden om bondsstad van Zwitserland te worden: Luzern, Zürich en de uiteindelijke winnaar Bern.

maart
- 2 - Het stadsbestuur van Neuchâtel draagt het gezag over aan een revolutionaire regering onder leiding van Alexis-Marie Piaget.
- 5 - De conservatief-katholieke groothertog Lodewijk II van Hessen-Darmstadt ziet zich gedwongen zijn populaire zoon Lodewijk tot mederegent te benoemen.
- 7 - In Waterford wordt voor het eerst de Ierse vlag uitgehangen.
- 11 - De Arnhemsche Courant roept op tot "een ruime, liberale herziening der grondwet".
- 12 - In België verlaagt een nieuwe kieswet de census ten voordele van de bourgeoisie.
- 14 - Ook in Wenen breken ongeregeldheden uit. Keizer Ferdinand vlucht naar Olmütz ten oosten van Praag. De regering schaft de censuur af en belooft de instelling van een Nationale Vergadering.
- 15 - De  Maartrevolutie slaat over naar koninkrijk Pruisen. Ook in de Pools-Duitse provincie Posen breekt oproer uit.

- 18 - Koning Frederik Willem IV van Pruisen belooft een constituante bijeen te zullen roepen, persvrijheid toe te staan en de Duitse Bond te hervormen.
- 18 - Koning Willem II der Nederlanden stelt een commissie in die een herziening van de grondwet moet voorbereiden. Voorzitter wordt Johan Rudolph Thorbecke.
- 18 en 19 - In Stockholm breken rellen uit, door de tussenkomst van het leger vallen er dertig doden.
- 19 - Revolutionair geweld in Berlijn kost het leven aan honderden mensen.
- 20 - Koning Lodewijk I van Beieren treedt af wegens een schandaal over zijn affaire met een danseres.
- 22 - Opstand in Lombardije tegen de Oostenrijkse overheersing in het Koninkrijk Lombardije-Venetië.
- 22 - Oprichting van het Delftsch Studenten Corps (DSC).
- 23 - Koning Karel Albert van Sardinië verklaart Oostenrijk de oorlog. Hij wordt gesteund door het groothertogdom Toscane en door de Kerkelijke Staat.
- 23 - De eerste editie verschijnt van het liberale dagblad Luxemburger Wort.
- 24 - Een gisteren gevormde "regering van het onafhankelijke Sleeswijk-Holstein" bezet de vesting van Rendsburg.
- 25 - Nederland krijgt voor het eerst een kabinet, het tijdelijk kabinet-Schimmelpenninck.
- 25 - Het koninkrijk Sicilië verklaart zich onafhankelijk van het koninkrijk der Beide Siciliën.
- 29 - Bij de Belgische grens wordt een invasiepoging van het revolutionaire Belgisch Legioen afgeslagen.

april
- 2 - De Duitse Bondsdag trekt de Besluiten van Karlsbad in. Dit is een tegemoetkoming aan de revolutionairen.
- 3 - Een delegatie van het Frankfurter parlement biedt koning Frederik Willem IV van Pruisen het keizerschap aan. De vorst wenst echter een keizerskroon niet uit handen van een parlement te ontvangen.
- 9 - Denemarken verslaat bij Bau de opstandige troepen van Sleeswijk en Holstein.
- 19 - Hongarije onder Lajos Kossuth verklaart zich onafhankelijk.
- 23/24 - Pruisische troepen jagen het Deense leger Hertogdom Sleeswijk uit.

mei
- 14 - Keizer Ferdinand I van Oostenrijk verlaat Wenen en vlucht naar Olomouc.
- 27 - De Franse revolutionaire regering schaft de slavernij in de Amerikaanse koloniën af.

juni
- 7 - 9 - De Tweede expeditie naar Bali loopt uit op een nederlaag: de koloniale troepen worden in zee teruggedreven.
- 15 - Voor Curaçao en Onderhorigheden wordt een regeringsreglement ingevoerd. De gouverneur, bijgestaan door de Koloniale Raad, vormen het bestuur. De raad wordt voortaan samengesteld uit zes leden, te weten twee ambtenaren en vier ambteloze leden.
- 28 - De Franse minister van Oorlog Cavaignac wordt, na het neerslaan van een volksopstand in Parijs, benoemd tot hoofd van de voorlopige regering. Hij laat 15.000 revolutionairen deporteren naar Algerije.

juli
- 12 - Revolutionaire leiders in Walachije benoemen de orthodoxe metropoliet Neofit II tot hoofd van een voorlopige regering.
- 25 - In de Slag bij Custoza verslaat de 82-jarige Oostenrijkse veldmaarschalk Josef Radetzky de legers van Sardinië-Piémont. Lombardije blijft daardoor Oostenrijks.

augustus
- 9 - Metropoliet Neofit wordt als hoofd van de voorlopige regering van Walachije vervangen door een driemanschap.
- 9 - De Free Soil Party in de Verenigde Staten stelt oud-president Martin Van Buren kandidaat voor de presidentsverkiezingen. De partij is opgericht om uitbreiding van de slavernij naar de veroverde Mexicaanse gebieden te voorkomen.
- 10 - Hertog Frans V van Modena keert terug naar zijn land en matigt aanvankelijk zijn beleid.
- 19 - De New York Herald publiceert als eerste landelijke Amerikaanse krant de vondst van goud aan de westkust.
- 29 - De Britse gouverneur van de Kaapprovincie Harry Smith verslaat de Voortrekkers onder aanvoering van Andries Pretorius in de  Slag bij Boomplaats.
- 31 - Eerste uitvoering van de Radetzkymars, een door Johann Strauss sr. ter ere van veldmaarschalk graaf von Radetz gecomponeerde mars.

september
- Na straatgevechten voor de Paulskirche van Stuttgart verlaten de Liberalen het parlement van Württemberg. De Radicalen nemen het rompparlement over.
- 12 - Zwitserland krijgt een grondwet die de kantonnale soevereiniteit ondergeschikt maakt aan het centrale gezag.
- 21 - In Lörrach roept de Radicale Gustav von Struwe de Republiek Württemberg uit.
- 24 - Inwijding van de Friedenskirche bij het Pruisische slot Sanssouci.
- september - Oprichting van de Pre-Raphaelite Brotherhood.

oktober
- 1 - Vorst Hendrik LXXII van Reuss-Lobenstein-Ebersdorf doet afstand van de troon en draagt zijn landen over aan de vorst van Reuss-Greiz. Hierdoor ontstaat het vorstendom Reuss jongere linie.
- 31 - De Oostenrijkse maarschalk Alfred I zu Windisch-Graetz bezet de opstandige hoofdstad Wenen.
- 31 - In het groothertogdom Mecklenburg-Strelitz komt een grondwetgevende vergadering bijeen met een democratische meerderheid.

november
- 3 - In Nederland wordt een nieuwe grondwet van kracht, opgesteld door de liberaal Thorbecke. Hoofdpunten zijn o.a.: Nederland wordt een parlementaire monarchie, de macht van de koning wordt beperkt, de ministeriële verantwoordelijkheid wordt ingevoerd en er komen rechtstreekse verkiezingen van de Tweede Kamer, de Provinciale Staten en de Gemeenteraden. Zie Grondwetsherziening 1848.
- 16 - Jonas Furrer wordt de eerste bondspresident van Zwitserland. Het land is na de burgeroorlog (Sonderbund-oorlog) van een confederatie omgevormd tot een federatie.
- 21 - Het kabinet Schimmelpenninck treedt af na het tot stand komen van de Grondwetsherziening.
- 21 - Het kabinet De Kempenaer - Donker Curtius treedt aan.

december
- 5 - Amerikaans president James Polk levert zijn State of the Union aan het Amerikaans Congres. Daarin bevestigt hij de goudvondst in Californië.
- 11 - Napoleon III wordt president van Frankrijk.
- 15 - Aftreden van Anton von Schmerling als eerste minister van het Frankfurter parlement. Hij is teleurgesteld door de groeiende invloed van Pruisen.
- 26 - De eerste goudzoekers arriveren in Panama op weg naar Californië na de bevestiging door president Polk dat er in Californië goud is gevonden. Begin van de Californische goldrush.

zonder datum
- Mayastad Tikal herontdekt.

## Muziek
- 31 augustus - De Radetzkymars wordt voor het eerst uitgevoerd in Wenen.

## Beeldende kunst

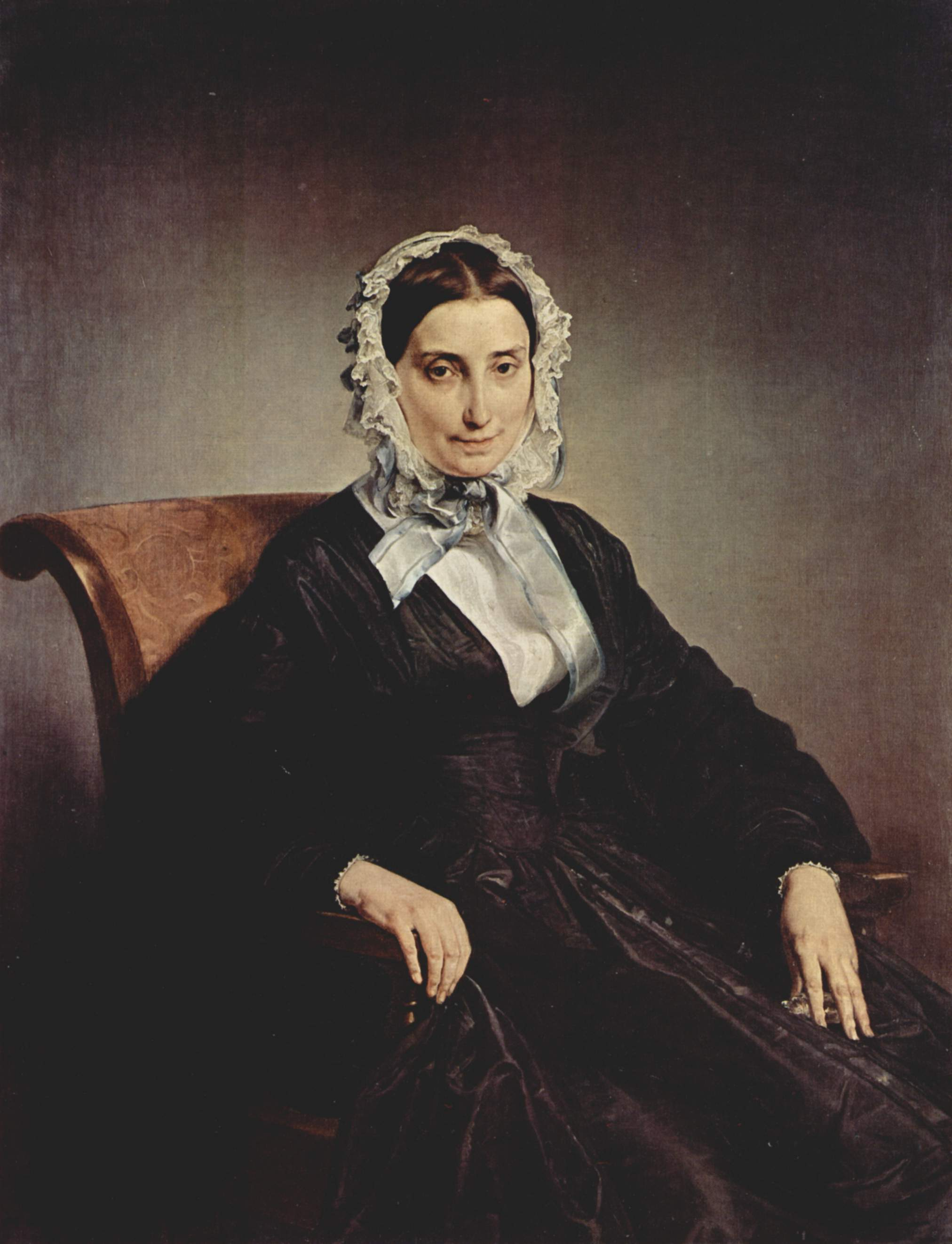
Portret van Teresa Borri, Francesco Hayez (ca. 1848), Pinacoteca Tosio Martinengo

## Bouwkunst

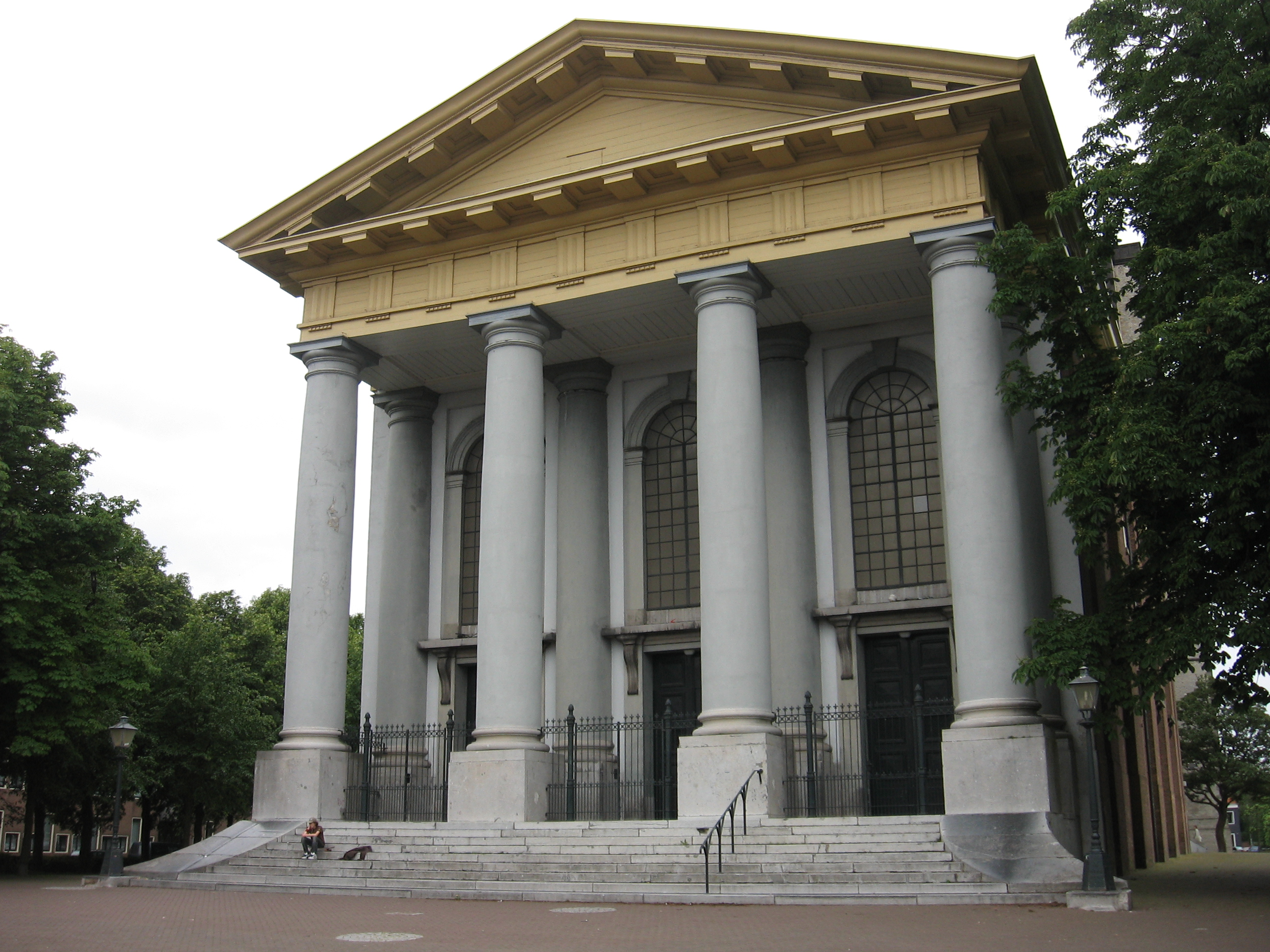
Nieuwe Kerk (Zierikzee) (1848)
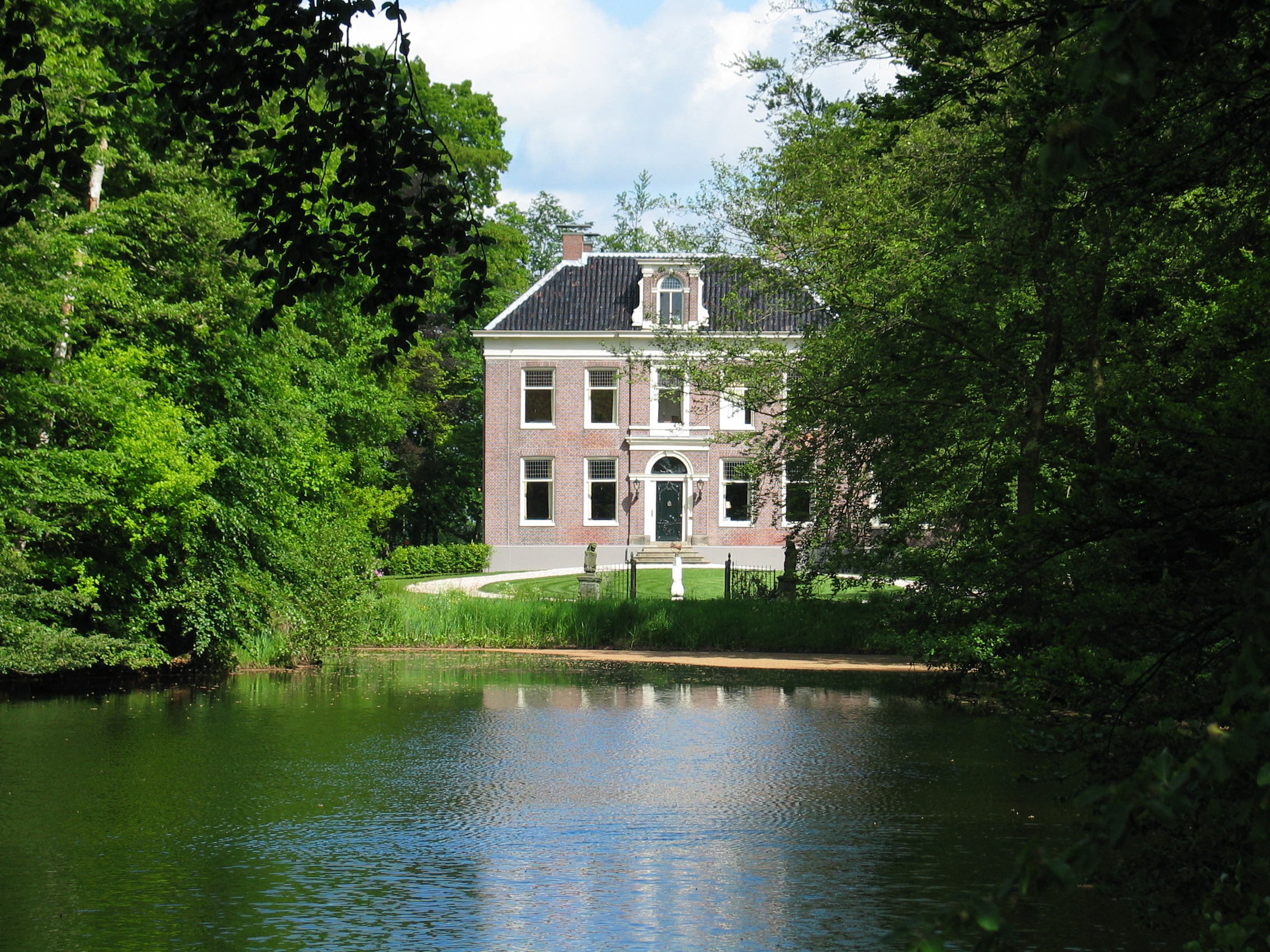
Vennebroek (Paterswolde) (1848)

## Geboren

### januari
- 24 - Vasili Soerikov, Russisch kunstschilder (overleden 1916)
- 26 - Justo Sierra Méndez, Mexicaans politicus en intellectueel (overleden 1912)

### februari
- 5 - Joris-Karl Huysmans, Frans schrijver (overleden 1907)
- 5 - Belle Starr, Amerikaans bandiet (overleden 1889)
- 6 - Marcelo Adonay, Filipijns componist en dirigent (overleden 1928)
- 10 - Anna Boch, Belgisch schilder en mecenas (overleden 1936)
- 16 - Octave Mirbeau, Frans journalist, roman- en toneelschrijver (overleden 1917)
- 16 - Hugo de Vries, Nederlands geneticus (overleden 1935)
- 27 - Charles Hubert Parry, Engels componist (overleden 1918)

### maart
- 30 - Carlos María de los Dolores de Borbón (overleden 1909)

### april
- 7 - Adolf Weil, Duits arts, beschreef de ziekte van Weil (overleden 1916)
- 9 - Johan Frederik Kruse, orgelbouwer (overleden 1907)
- 30 - Eugène Simon, Frans arachnoloog (overleden 1924)

### juni
- 7 - Paul Gauguin, Frans postimpressionistisch kunstschilder (overleden 1903)
- 13 - Cornélie Huygens, Nederlandse schrijver en feministe (overleden 1902)
- 27 - Filippus Smaldone, Italiaans geestelijke en heilige (overleden 1923)

### juli
- 9 - Robert I van Parma, hertog van Parma (overleden 1907)
- 13 - Ellis Rowan, Australisch botanisch illustratrice (overleden 1922)
- 15 - Vilfredo Pareto, Italiaans econoom (overleden 1923)
- 16 - Henri Viotta, Nederlands componist en dirigent (overleden 1933)
- 25 - Arthur James Balfour, Brits politicus; premier 1902-1905 (overleden 1930)
- 25 - Jaantje Struik, Nederlandse oplichtster (overleden 1908)

### augustus
- 2 - Frits Bouwmeester sr., Nederlands acteur (overleden 1906)
- 12 - Marcellus Emants, Nederlands schrijver (overleden 1923)
- 20 - Bernardus Marie Bahlmann, Nederlands politicus (overleden 1898)
- 20 - Sebastiano Martinelli, Italiaans curiekardinaal (overleden 1918)

### september
- 4 - Lewis Howard Latimer, Afro-Amerikaans uitvinder en techn. tekenaar (overleden 1928)
- 26 - Helen Allingham, Engels illustratrice en aquarelliste (overleden 1926)

### november
- 13 - Albert I van Monaco, vorst van Monaco (overleden 1922)
- 20 - Giovanni Boccardo, Italiaans priester en ordestichter (overleden 1911)
- 22 - Warmolt Tonckens, Nederlands jurist en gouverneur van Suriname (overleden 1922)
- 27 - Henry Augustus Rowland, Amerikaans natuurkundige (overleden 1901)
- 29 - Catharina Louisa Maria Alberdingk Thijm, Nederlands schrijfster en sociaal werkster (overleden 1908)

### datum niet bekend
- Valtesse de la Bigne, Frans toneelspeelster (overleden 1910)

## Overleden
januari
- 10 - Jacques-Oudart Fourmentin (83), Frans kaper
- 20 - Christiaan VIII van Denemarken (61), koning van Denemarken en Noorwegen

februari
- 20 - Alexander van Oranje-Nassau (29), Prins der Nederlanden
- 23 - John Quincy Adams (80), zesde president van de Verenigde Staten

april
- 8 - Gaetano Donizetti (49), Italiaans operacomponist

juli
- 4 - François René de Chateaubriand (79), Frans schrijver en diplomaat

augustus
- 12 - George Stephenson (67), Brits uitvinder van de stoomlocomotief

november
- 23 - John Barrow (84), Brits staatsman

december
- 19 - Emily Brontë (30), Engels schrijfster

## Weerextremen in België
- 28 januari: laagste minimumtemperatuur ooit op deze dag: -14.2 °C.
- 5 april: hoogste etmaalgemiddelde temperatuur ooit op deze dag: 14.7 °C.